# Virginia Gildersleeve
Virginia Crocheron Gildersleeve, née le 3 octobre 1877 et morte le 7 juillet 1965, est une universitaire américaine, principale du Barnard College, cofondatrice en 1919 de la Fédération internationale des femmes diplômées des universités, et déléguée américaine à la Conférence de San Francisco en 1945.

## Biographie
Virginia Gildersleeve naît à New York en 1877. Elle est la fille de Henry Alger Gildersleeve, juge de la Cour suprême de New York, issu d'une famille puritaine anglaise immigrée au XVIIe siècle, et de Virginia Crocheron, d'une famille d'origine huguenote française immigrée au XVIIe siècle. Ses parents sont épiscopaliens. Elle fait ses études secondaires à la Brearley School (en), puis s'inscrit au Barnard College, en 1895. Elle obtient son diplôme et est major de sa promotion en 1899, et elle bénéficie d'une bourse pour continuer ses études en histoire médiévale à l'université Columbia où elle obtient son master en 1900. Elle enseigne l'anglais à temps partiel à Barnard pendant plusieurs années puis reprend en 1905 des études d'anglais et de littérature comparée à l'université Columbia, où elle obtient son doctorat en 1909. Elle est nommée enseignante d'anglais en 1908 au Barnard College et à Columbia, et promue professeure adjointe en 1910.

## Principale du Barnard College

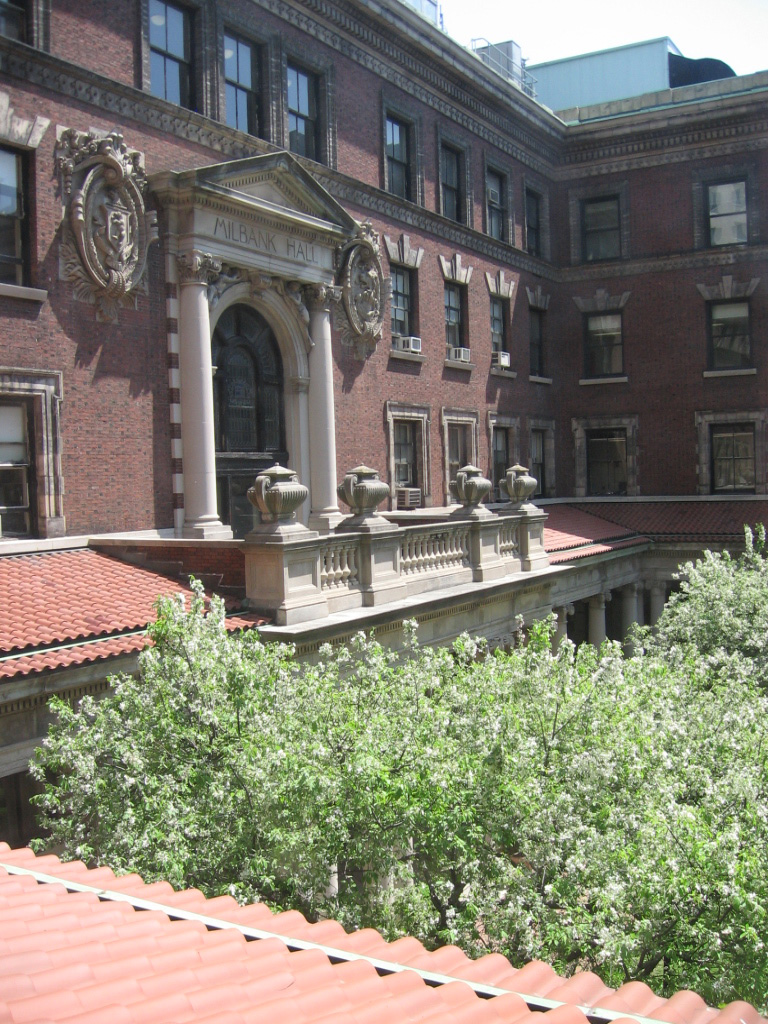
Entrée du Barnard College, 2008.

Elle devient la quatrième principale du Barnard College en 1911, et occupe cette fonction jusqu'à sa retraite en 1947. Tout au long de son mandat au Barnard College, Gildersleeve s'engage en faveur de l'éducation des jeunes femmes, en facilitant leur accès à l'université Columbia et à ses meilleurs professeurs. Elle recrute Charles Beard pour un cours sur l'administration américaine, pour les étudiantes désireuses de passer le concours d'admission à l'école de journalisme de Columbia. Elle recrute également Franz Boas au début de la Première Guerre mondiale, dans le département d'anthropologie,. Gildersleeve a encouragé les professeurs et les étudiants à s'engager dans tous les mouvements politiques de l'époque.

## Activités sociales et politiques
Pendant la Première Guerre mondiale, Gildersleeve contribue à la mise en place d'activités de défense civile  à New York. Elle s'engage en faveur de la formation de la Société des Nations. À la fin de la guerre, Le 22 février 1918, Gildersleeve a appelé à « un système ordonné de gouvernement international, soutenu par un pouvoir suffisamment puissant pour donner autorité à ses décrets ».

### International Federation of University Women
En 1918, Gildersleeve fait la connaissance de Caroline Spurgeon et Rose Sidgwick, alors que les deux Anglaises participent à une mission d'étude britannique aux États-Unis. Les trois femmes préparent la création de la Fédération internationale des femmes diplômées des universités, une association de femmes universitaires, fondée en 1919,.

### Women Accepted for Volunteer Emergency Service
En 1942, au début de la Seconde Guerre mondiale, Gildersleeve a joué un rôle déterminant dans la fondation des WAVES (Women Accepted for Volunteer Emergency Service) qui compte au total 90 000 membres, diplômées d'université.

### En mission à la conférence de San Francisco (1945)
En 1945, Franklin D. Roosevelt nomme Gildersleeve dans la délégation américaine chargée de la rédaction de la Charte des Nations unies. Elle est alors la seule femme de cette délégation. En mars 1946, Gildersleeve est membre de la mission éducative américaine au Japon.

## Hommages et distinctions
Elle est nommée chevalier de la Légion d'honneur.
En 1969, l'International Federation of University Women crée un fonds, le Virginia Gildersleeve International Fund (VGIF), renommé Women First en 2019. Le fonds accorde des aides à des groupes de femmes dans des pays à faible revenu par habitant. La priorité est donnée aux projets de génération de revenus et de développement communautaire qui améliorent et exercent les compétences éducatives, professionnelles et de leadership des femmes. Les activités du projet sont des séminaires, conférences ou encore ateliers de formation aux projets d'action communautaire.

## Publications
- Many a Good Crusade: Memoirs of Virginia Gildersleeve, New York, Arno Press, 1980 (1re éd. 1954) (ISBN 978-0405128417)
- A Hoard for Winter, New York, Columbia University Press, 1962 (ISBN 0-231-02595-5, lire en ligne) (essays)